# Nassim Soleimanpour
Nassim Soleimanpour, född 10 december 1981 i Teheran, är en iransk dramatiker. Han är mest känd för pjäsen Vit kanin röd kanin från 2011 som översatts till fler än 20 språk.
Pjäserna skrivs på engelska för att minska risken att drabbas av den iranska censuren.